# Mar Thoma
A Igreja Síria Mar Thoma de Malabar ou Igreja Síria Malankara Mar Thoma (em malaiala:മലങ്കര മാർത്തോമ്മ സുറിയാനി സഭ, translit.: Malankara Mar Thoma Suryani Sabha), também chamada de Igreja Católica e Apostólica de Mar Thoma ou simplesmente Igreja Mar Thoma é uma Igreja cristã oriental reformada baseada no Estado de Kerala, no sudoeste da Índia.
Sua origem se relaciona com as pregações de São Tomé em sua viagem à Índia, lugar onde foi morto com lanças dos soldados locais.
A Igreja atualmente possui 10 bispos e é liderada pelo Metropolita Teodósio Mar Thoma, que é o 22º Metropolita Malankara a ocupar o Santo Trono Apostólico de São Tomé. A Igreja é servida por 1.184 clérigos através de 13 dioceses para 1,6 milhão de pessoas (aprox). A sede está localizada no Campus SCS, Thiruvalla, Kerala, Índia.